# Cura-Me
Cura-me é o nono álbum de estúdio da cantora brasileira Fernanda Brum, lançado em 2008. Recebeu uma indicação de Melhor Álbum de Música Cristã em Língua Portuguesa no Grammy Latino, maior prêmio de música da América Latina.
O álbum foi disco de platina duplo pela ABPD, vendendo mais de 200 mil cópias.
As composições do disco se mesclaram entre Emerson Pinheiro, Tadeu Chuff, Anderson Freire e Livingston Farias, além da própria cantora.

## Faixas do CD
1. "Cura-me" - Fernanda Brum - 5:11
2. "Coração que Sangra" - Emerson Pinheiro e Tadeu Chuff - 4:24
3. "Alguém" - Fernanda Brum, Alex e Alex - 3:49
4. "Como Se Cura Uma Ferida" - Versão: Fernanda Brum - 4:34
5. "Adorai, Adonai" - Fernanda Brum e Livingston Farias - 5:06
6. "Deus Está Comigo" - Anderson Freire - 4:24
7. "Igreja" - Fernanda Brum e Alex & Alex - 3:18
8. "O Cordeiro e o Leão" - Versão: Fernanda Brum - 4:45
9. "Aborto Não (Prelúdio)" - 0:43
10. "Aborto Não" - Fernanda Brum e Tadeu Chuff - 2:16
11. "Não é Tarde" - Anderson Freire - 5:25
12. "Orai por Todas as Crianças" - Livingston Farias e Quincy Farias - 4:51
13. "Por um Momento Assim" - Versão: Fernanda Brum - 4:58
14. "Sobrenatural" - Anderson Freire, Junior Maciel e Josias Teixeira - 5:09

| Críticas profissionais | Críticas profissionais |
| Avaliações da crítica  | Avaliações da crítica  |
| Fonte                  | Avaliação              |
| ---------------------- | ---------------------- |
| Super Gospel           | (favorável)            |
| O Propagador           | [ 4 ]                  |
| Casa Gospel            | (favorável)            |

## Clipes
- Cura-me
- Coração que Sangra

## Certificações
| País   | Empresa | Certificação | Vendas    |
| ------ | ------- | ------------ | --------- |
| Brasil | ABPD    | Ouro         | + 100.000 |
| Brasil | ABPD    | Platina      | + 200.000 |
| Brasil | ABPD    | 2× Platina   | + 300.000 |

## Prêmios e indicações
Grammy Latino
- Indicada como Melhor Álbum de Música Cristã em Língua Portuguesa.